# جان میلتون

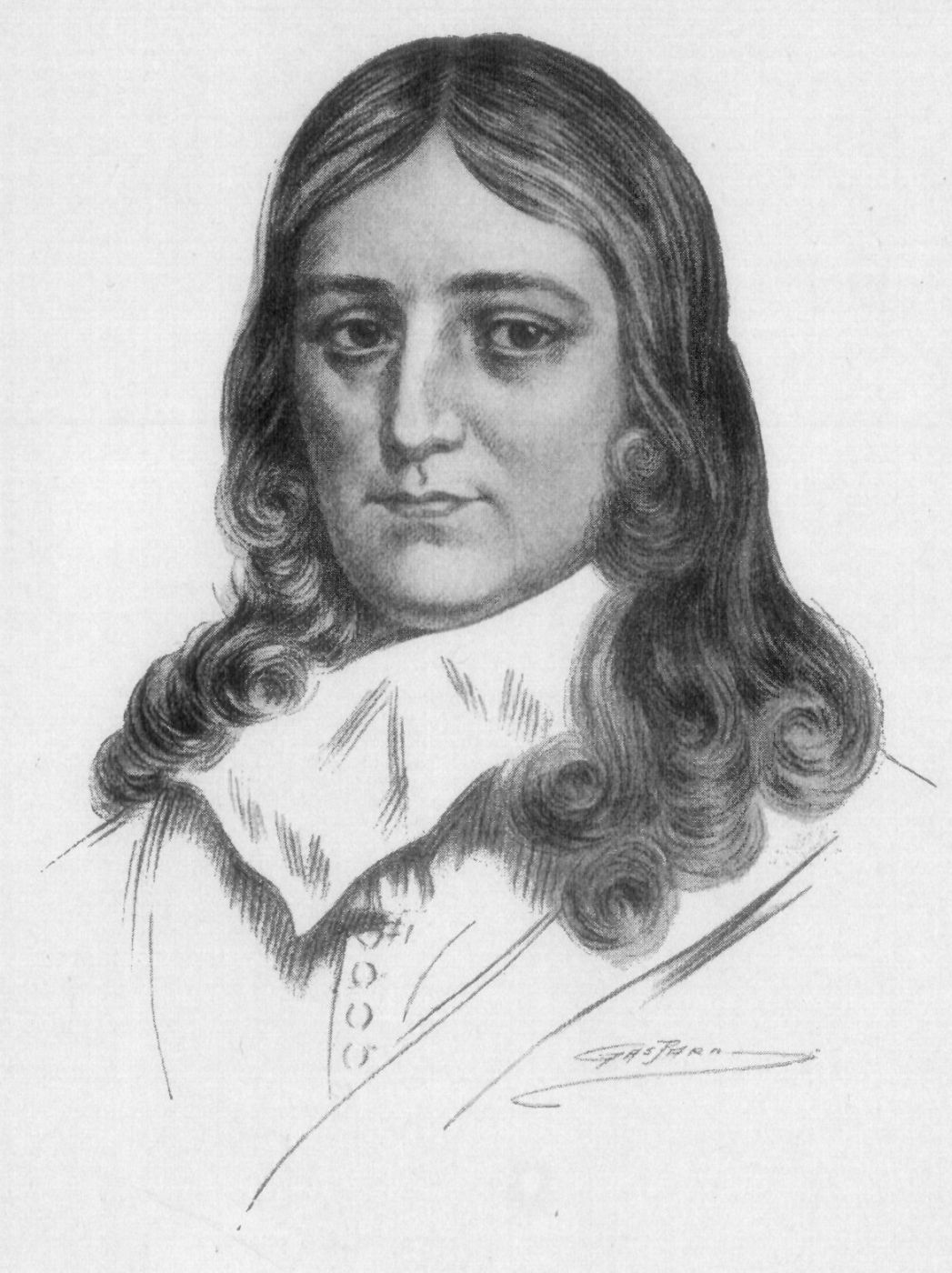

جان میلتون (به انگلیسی: John Milton) ‏ (زادهٔ ۹ دسامبر ۱۶۰۸ – درگذشته ۸ نوامبر ۱۶۷۴) شاعر و نویسنده انگلیسی است. مهمترین اثرش بهشت گمشده نام دارد. وی مقالات بحث‌برانگیزی در خصوص آزادی انتشار، آموزش و حذف سانسور نگاشت.

## زندگی
او بین سالهای ۱۶۲۵ تا ۱۶۳۲ در مدرسه سن پل کمبریج و بعد از آن در دانشگاه کمبریج به تحصیل پرداخت. در همین سال‌ها شعرهایی به زبانهای ایتالیایی، لاتین و انگلیسی سرود. جان میلتون در خلال سالهای ۱۶۴۱ تا ۱۶۶۰ به تبیین اندیشه‌های خود در خصوص آزادی بیان، آزادی مذهب و آموزش پرداخت. در سال ۱۶۵۲ بینایی خود را از دست داد. جان میلتون در ۸ نوامبر ۱۶۷۴ درگذشت.

## مهم‌ترین آثار
- بهشت گمشده (به انگلیسی: Paradise Lost) (۱۶۶۷)
- بهشت بازیافته (به انگلیسی: Paradise Regained) (۱۶۷۱)
- سامسون آگونیست (به انگلیسی: Samson Agonistes)